# Indian Wells Open 2014
L'Indian Wells Open 2014, noto come BNP Paribas Open per motivi di sponsorizzazione, è stato un torneo di tennis giocato su campi in cemento. È stata la 41ª edizione dell'Indian Wells Open  faceva parte della categoria ATP World Tour Masters 1000 nell'ambito dell'ATP World Tour 2014  e la 26ª edizione della categoria Premier Mandatory nell'ambito del WTA Tour 2014. Sia il torneo maschile che quello femminile si sono tenuti all'Indian Wells Tennis Garden di Indian Wells, negli Stati Uniti, dal 3 al 16 marzo 2014.

## Partecipanti ATP

### Teste di serie
| Nazionalità | Giocatore             | Ranking* | Testa di serie |
| ----------- | --------------------- | -------- | -------------- |
| Spagna      | Rafael Nadal          | 1        | 1              |
| Serbia      | Novak Đoković         | 2        | 2              |
| Svizzera    | Stan Wawrinka         | 3        | 3              |
| Spagna      | David Ferrer          | 4        | 4              |
| Argentina   | Juan Martín del Potro | 5        | 5              |
| Rep. Ceca   | Tomáš Berdych         | 6        | 6              |
| Regno Unito | Andy Murray           | 7        | 7              |
| Svizzera    | Roger Federer         | 8        | 8              |
| Francia     | Richard Gasquet       | 9        | 9              |
| Francia     | Jo-Wilfried Tsonga    | 10       | 10             |
| Canada      | Milos Raonic          | 11       | 11             |
| Germania    | Tommy Haas            | 12       | 12             |
| Stati Uniti | John Isner            | 13       | 13             |
| Italia      | Fabio Fognini         | 14       | 14             |
| Russia      | Michail Južnyj        | 15       | 15             |
| Spagna      | Tommy Robredo         | 16       | 16             |
| Spagna      | Nicolás Almagro       | 17       | 17             |
| Lettonia    | Ernests Gulbis        | 18       | 18             |
| Polonia     | Jerzy Janowicz        | 19       | 19             |
| Giappone    | Kei Nishikori         | 20       | 20             |
| Sudafrica   | Kevin Anderson        | 21       | 21             |
| Bulgaria    | Grigor Dimitrov       | 22       | 22             |
| Francia     | Gilles Simon          | 23       | 23             |
| Francia     | Gaël Monfils          | 24       | 24             |
| Croazia     | Marin Čilić           | 25       | 25             |
| Germania    | Philipp Kohlschreiber | 26       | 26             |
| Canada      | Vasek Pospisil        | 27       | 27             |
| Francia     | Benoît Paire          | 28       | 28             |
| Russia      | Dmitrij Tursunov      | 29       | 29             |
| Germania    | Florian Mayer         | 30       | 30             |
| Italia      | Andreas Seppi         | 31       | 31             |
| Spagna      | Fernando Verdasco     | 32       | 32             |

* Ranking al 24 febbraio 2014.

### Altri partecipanti
I seguenti giocatori hanno ricevuto una wild-card per il tabellone principale:
- Ryan Harrison
- Steve Johnson
- Jack Sock
- Rhyne Williams
- Donald Young

I seguenti giocatori sono entrati nel tabellone principale passando dalle qualificazioni:

- Daniel Muñoz de la Nava
- Dušan Lajović
- Daniel Kosakowski
- Stéphane Robert
- Paolo Lorenzi
- Dominic Thiem
- Peter Polansky
- Samuel Groth
- Robby Ginepri
- Paul-Henri Mathieu
- Alex Kuznetsov
- John-Patrick Smith

## Partecipanti WTA

### Teste di serie
| Nazionalità | Giocatrici               | Ranking | Testa di serie* |
| ----------- | ------------------------ | ------- | --------------- |
| Cina        | Na Li                    | 2       | 1               |
| Polonia     | Agnieszka Radwańska      | 3       | 2               |
| Bielorussia | Viktoryja Azaranka       | 4       | 3               |
| Russia      | Marija Šarapova          | 5       | 4               |
| Germania    | Angelique Kerber         | 6       | 5               |
| Romania     | Simona Halep             | 7       | 6               |
| Serbia      | Jelena Janković          | 8       | 7               |
| Rep. Ceca   | Petra Kvitová            | 9       | 8               |
| Italia      | Sara Errani              | 10      | 9               |
| Danimarca   | Caroline Wozniacki       | 11      | 10              |
| Serbia      | Ana Ivanović             | 12      | 11              |
| Slovacchia  | Dominika Cibulková       | 13      | 12              |
| Italia      | Roberta Vinci            | 14      | 13              |
| Spagna      | Carla Suárez Navarro     | 15      | 14              |
| Germania    | Sabine Lisicki           | 16      | 15              |
| Australia   | Samantha Stosur          | 17      | 16              |
| Stati Uniti | Sloane Stephens          | 18      | 17              |
| Canada      | Eugenie Bouchard         | 19      | 18              |
| Belgio      | Kirsten Flipkens         | 20      | 19              |
| Italia      | Flavia Pennetta          | 21      | 20              |
| Russia      | Anastasija Pavljučenkova | 22      | 21              |
| Francia     | Alizé Cornet             | 23      | 22              |
| Russia      | Ekaterina Makarova       | 24      | 23              |
| Estonia     | Kaia Kanepi              | 26      | 24              |
| Romania     | Sorana Cîrstea           | 27      | 25              |
| Rep. Ceca   | Lucie Šafářová           | 28      | 26              |
| Russia      | Svetlana Kuznecova       | 30      | 27              |
| Rep. Ceca   | Klára Zakopalová         | 32      | 28              |
| Slovacchia  | Daniela Hantuchová       | 33      | 29              |
| Russia      | Elena Vesnina            | 34      | 30              |
| Slovacchia  | Magdaléna Rybáriková     | 35      | 31              |
| Spagna      | Garbiñe Muguruza         | 36      | 32              |

* Ranking al 24 febbraio 2014.

### Altre partecipanti
Le seguenti giocatrici hanno ricevuto una wild-card per il tabellone principale:
- Belinda Bencic
- Victoria Duval
- Nadia Petrova
- Shelby Rogers
- Taylor Townsend
- Coco Vandeweghe
- Donna Vekić
- Vera Zvonarëva

Le seguenti giocatrici sono entrate nel tabellone principale passando dalle qualificazioni:

- Barbora Záhlavová-Strýcová
- Anna Schmiedlová
- Jaroslava Švedova
- Casey Dellacqua
- Camila Giorgi
- Yung-jan Chan
- Heather Watson
- Michelle Larcher de Brito
- Sharon Fichman
- Olivia Rogowska
- Allie Kiick
- Alison Van Uytvanck

## Punti
| Torneo              | V    | F   | SF  | QF  | 4T  | 3T | 2T   | 1T   | Q    | Q2   | Q1   |
| Singolare maschile  | 1000 | 600 | 360 | 180 | 90  | 45 | 25*  | 10   | 16   | 8    | 0    |
| Doppio maschile     | 1000 | 600 | 360 | 180 | 90  | 0  | N.D. | N.D. | N.D. | N.D. | N.D. |
| Singolare femminile | 1000 | 650 | 390 | 215 | 120 | 65 | 35*  | 10   | 30   | 20   | 2    |
| Doppio femminile    | 1000 | 650 | 390 | 215 | 120 | 10 | N.D. | N.D. | N.D. | N.D. | N.D. |

## Montepremi
| Torneo              | V        | F        | SF       | QF       | 4T      | 3T      | 2T      | 1T      | Q2     | Q1     |
| Singolare maschile  | $1 000   | $500 000 | $225 000 | $104 000 | $52 000 | $26 000 | $16 000 | $11 000 | $2 800 | $1 400 |
| Singolare femminile | $1 000   | $500 000 | $225 000 | $104 000 | $52 000 | $26 000 | $16 000 | $11 000 | $2 800 | $1 400 |
| Doppio maschile     | $258 000 | $126 000 | $63 100  | $32 220  | $17 000 | $9 100  | N.D.    | N.D.    | N.D.   | N.D.   |
| Doppio femminile    | $258 000 | $126 000 | $63 100  | $32 220  | $17 000 | $9 100  | N.D.    | N.D.    | N.D.   | N.D.   |

## Campioni

### Singolare maschile
Novak Đoković ha sconfitto in finale  Roger Federer per 3–6  6–3  7–6(3).
- È il quarantaduesimo titolo in carriera per Đoković, il primo del 2014.

### Singolare femminile
Flavia Pennetta ha battuto in finale  Agnieszka Radwańska per 6-2  6-1.
- È il decimo titolo in carriera per la Pennetta, il primo nel 2014.

### Doppio maschile
Bob Bryan /  Mike Bryan hanno battuto in finale  Alexander Peya /  Bruno Soares per 6–4  6–3

### Doppio femminile
Su-wei Hsieh /  Shuai Peng hanno battuto in finale  Cara Black /  Sania Mirza per 7–6(5)  6–2.